# Wereldkampioenschap rally in 2017
Het wereldkampioenschap rally in 2017 is de vijfenveertigste jaargang van het wereldkampioenschap rally (officieel het FIA World Rally Championship), een kampioenschap in de autosport dat door de Fédération Internationale de l'Automobile (FIA) wordt erkend als de hoogste klasse binnen de internationale rallysport. Teams en rijders nemen deel aan dertien rondes — te beginnen in Monte Carlo op 18 januari en eindigend in Australië op 19 november — van het wereldkampioenschap rally voor rijders en constructeurs.
Het 2017 seizoen ziet substantiële wijzigingen in het technisch reglement om de prestaties van de auto's omhoog te halen en om de teams meer technische vrijheid te geven in de ontwerpfase. Toyota keerde na een lange absentie terug in het kampioenschap, net als Citroën, die terugkwamen van een gedeeld programma in 2016. Daartegenover verloor het grootmacht Volkswagen, die zich terugtrokken uit het kampioenschap na afloop van het 2016 seizoen, waarin zij hun vierde opeenvolgende wereldtitel bij de constructeurs behaalden. Sébastien Ogier is de regerend wereldkampioen bij de rijders.

## Kalender

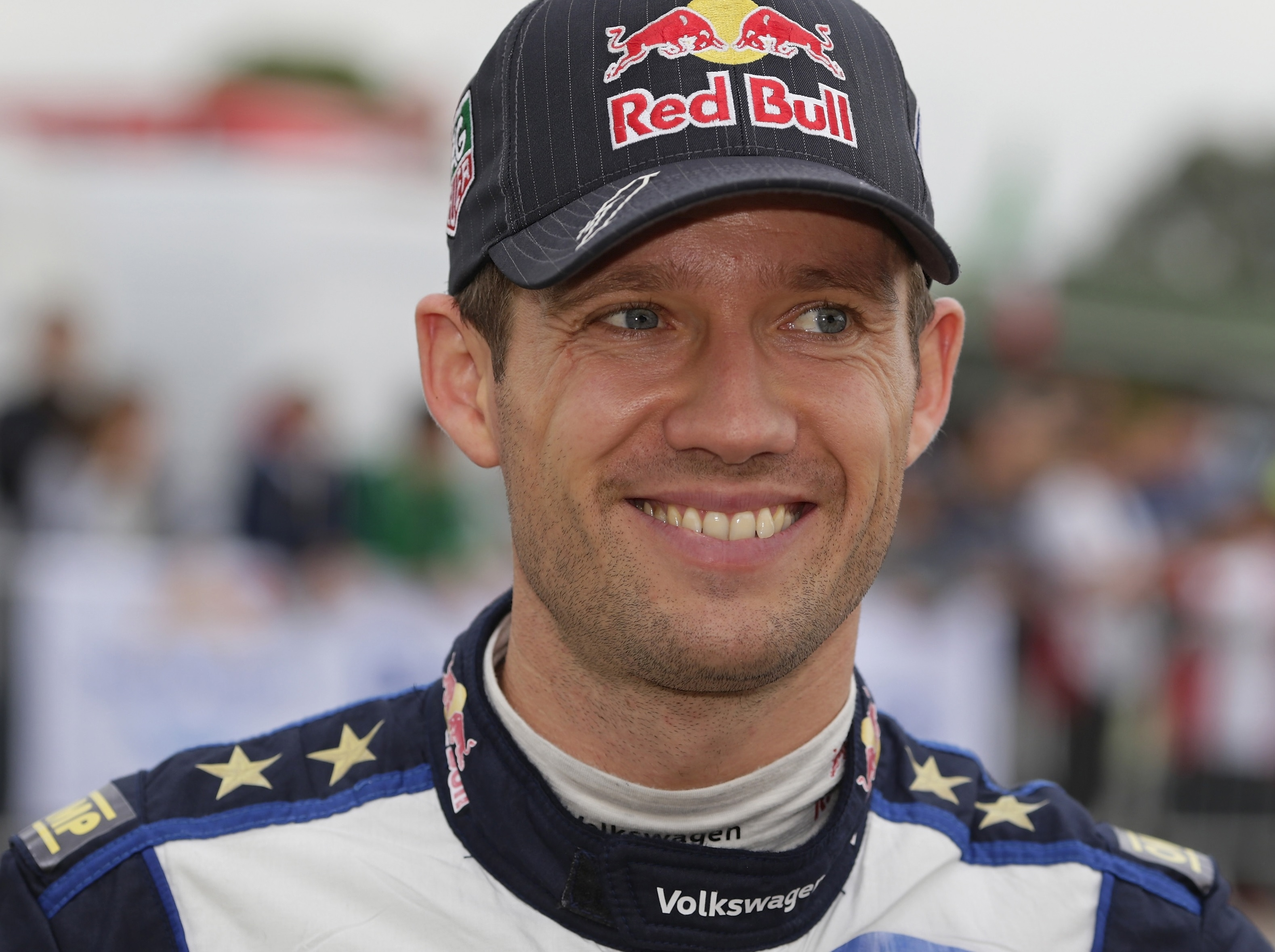
Sébastien Ogier is de verdedigend wereldkampioen

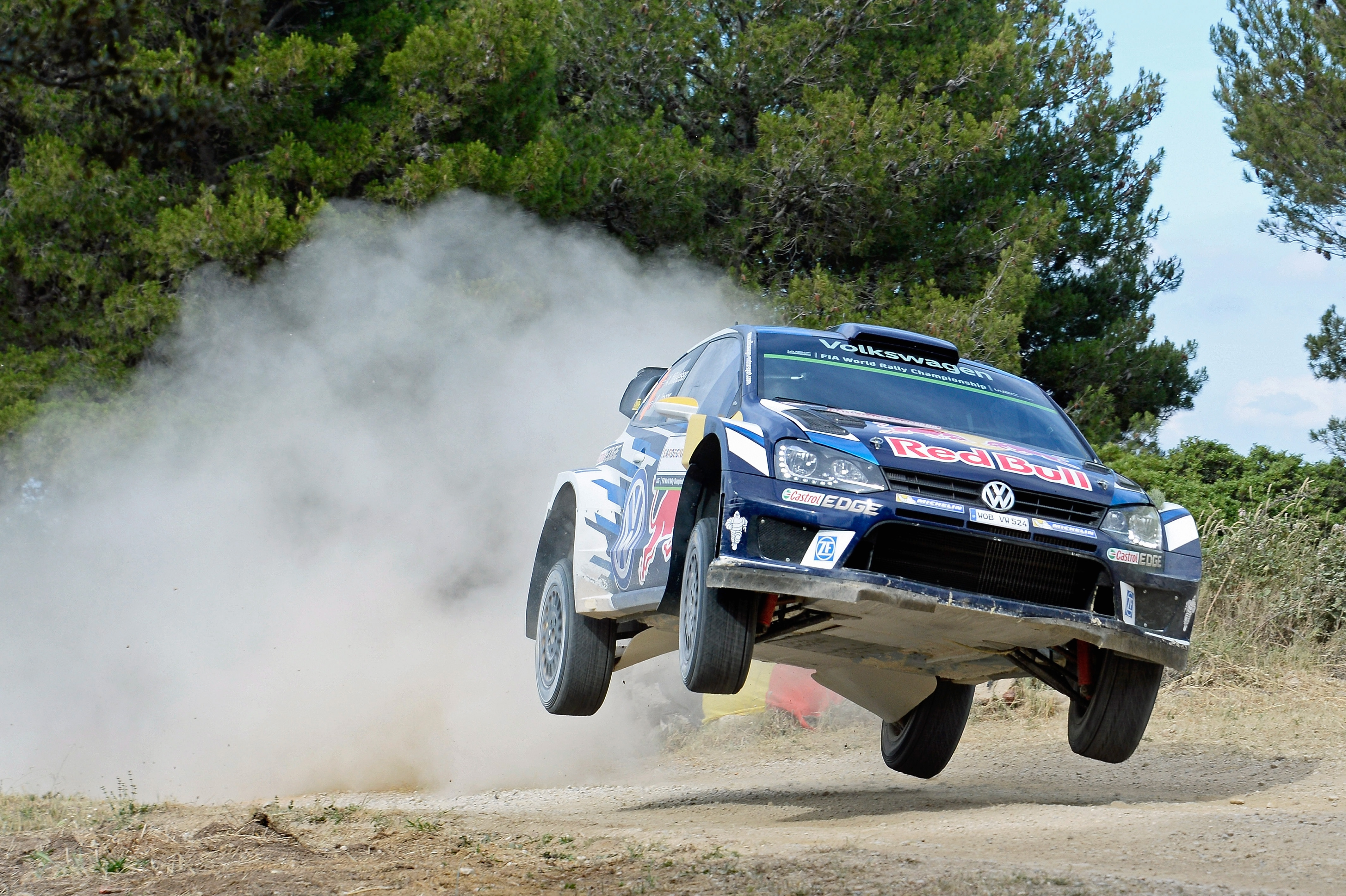
Regerend wereldkampioen bij de constructeurs Volkswagen verlieten het kampioenschap na 2016

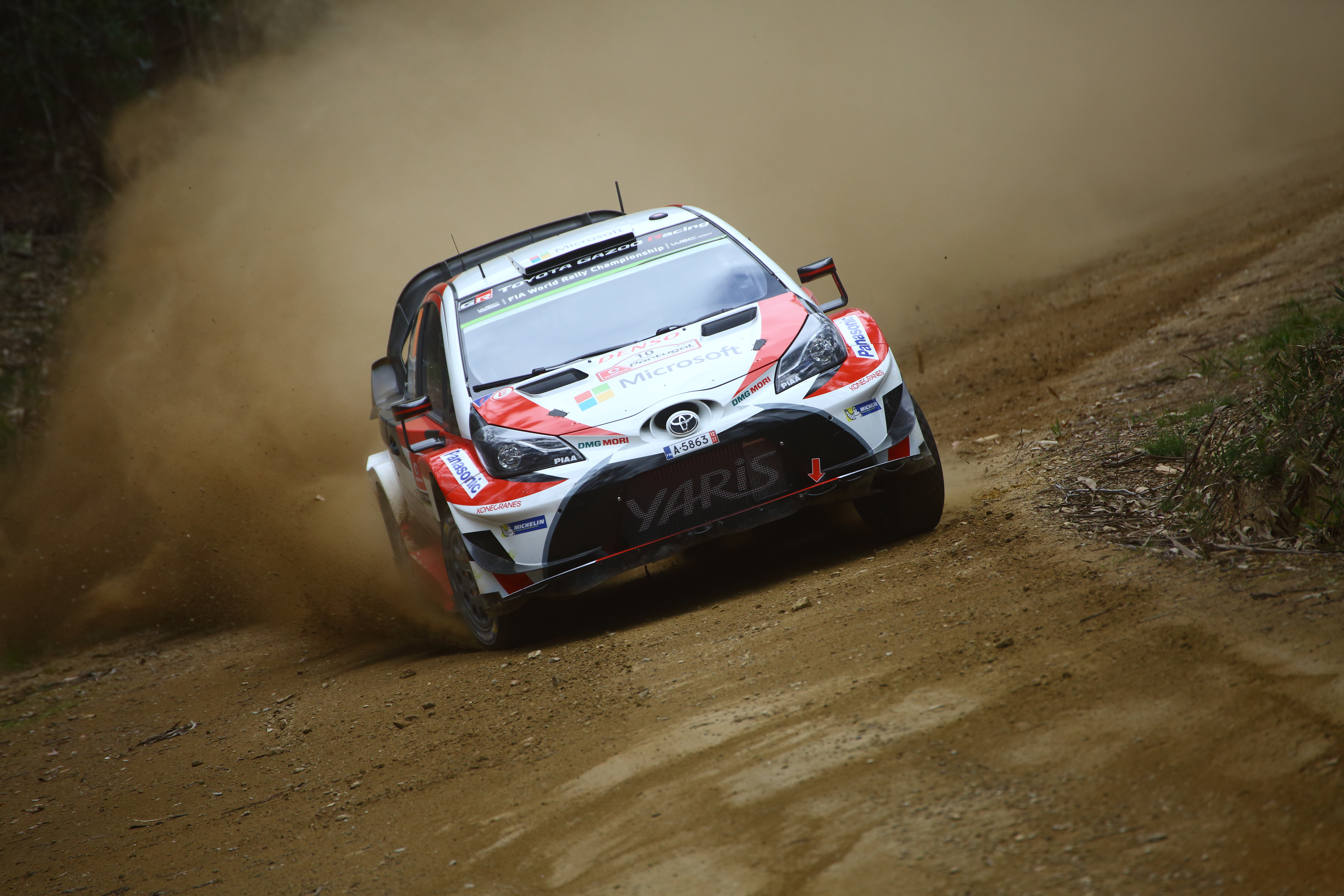
Toyota keerde na zeventien jaar absentie terug in het WK rally met de Yaris WRC

| Ronde | Datum       | Datum       | Rally naam                               | Rally hoofdkwartier                    | Rally details | Rally details | Rally details |
| Ronde | Start       | Finish      | Rally naam                               | Rally hoofdkwartier                    | Ondergrond    | Proeven       | Afstand       |
| ----- | ----------- | ----------- | ---------------------------------------- | -------------------------------------- | ------------- | ------------- | ------------- |
| 1     | 18 januari  | 22 januari  | 85ème Rallye Automobile de Monte-Carlo   | Gap, Hautes-Alpes                      | Mix           | 17            | 382,65 km     |
| 2     | 9 februari  | 12 februari | 65th Rally Sweden                        | Torsby, Värmlands län                  | Sneeuw        | 18            | 331,74 km     |
| 3     | 9 maart     | 12 maart    | 31º Rally Guanajuato México              | León, Guanajuato                       | Onverhard     | 20            | 370,46 km     |
| 4     | 6 april     | 9 april     | 60ème Tour de Corse – Rallye de France   | Bastia, Haute-Corse                    | Asfalt        | 10            | 316,76 km     |
| 5     | 27 april    | 30 april    | 37º Rally Argentina                      | Villa Carlos Paz, Córdoba              | Onverhard     | 18            | 356,49 km     |
| 6     | 18 mei      | 21 mei      | 51º Rally de Portugal                    | Matosinhos, Porto                      | Onverhard     | 19            | 359,16 km     |
| 7     | 9 juni      | 11 juni     | 14º Rally d'Italia Sardegna              | Alghero, Sardinië                      | Onverhard     | 19            | 312,66 km     |
| 8     | 30 juni     | 2 juli      | 74th Rally Poland                        | Mikolajki, Woiwodschap Ermland-Mazurië | Onverhard     | 23            | 326,64 km     |
| 9     | 28 juli     | 30 juli     | 67th Neste Rally Finland                 | Jyväskylä, Keski-Suomi                 | Onverhard     | 25            | 315,62 km     |
| 10    | 17 augustus | 20 augustus | 35. ADAC Rallye Deutschland              | Saarbrücken, Saarland                  | Asfalt        | 21            | 309,17 km     |
| 11    | 6 oktober   | 8 oktober   | 53º Rally RACC Catalunya – Costa Daurada | Salou, Tarragona                       | Mix           | 19            | 312,02 km     |
| 12    | 27 oktober  | 29 oktober  | 73rd Wales Rally Great Britain           | Deeside, Flintshire                    | Onverhard     | 19            | 304,36 km     |
| 13    | 17 november | 19 november | 26th Rally Australia                     | Coffs Harbour, New South Wales         | Onverhard     | 21            | 318,16 km     |

## Teams en rijders
| World Rally Car inschrijvingen die in aanmerking komen voor constructeur punten | World Rally Car inschrijvingen die in aanmerking komen voor constructeur punten | World Rally Car inschrijvingen die in aanmerking komen voor constructeur punten | World Rally Car inschrijvingen die in aanmerking komen voor constructeur punten | World Rally Car inschrijvingen die in aanmerking komen voor constructeur punten | World Rally Car inschrijvingen die in aanmerking komen voor constructeur punten | World Rally Car inschrijvingen die in aanmerking komen voor constructeur punten | World Rally Car inschrijvingen die in aanmerking komen voor constructeur punten |
| Inschrijving                                                                    | Constructeur                                                                    | Auto                                                                            | Band                                                                            | #                                                                               | Rijder                                                                          | Navigator                                                                       | Rondes                                                                          |
| ------------------------------------------------------------------------------- | ------------------------------------------------------------------------------- | ------------------------------------------------------------------------------- | ------------------------------------------------------------------------------- | ------------------------------------------------------------------------------- | ------------------------------------------------------------------------------- | ------------------------------------------------------------------------------- | ------------------------------------------------------------------------------- |
| M-Sport World Rally Team                                                        | M-Sport                                                                         | Ford Fiesta WRC                                                                 | M                                                                               | 1                                                                               | Sébastien Ogier                                                                 | Julien Ingrassia                                                                | 1-13                                                                            |
| M-Sport World Rally Team                                                        | M-Sport                                                                         | Ford Fiesta WRC                                                                 | M                                                                               | 2                                                                               | Ott Tänak                                                                       | Martin Järveoja                                                                 | 1-13                                                                            |
| M-Sport World Rally Team                                                        | M-Sport                                                                         | Ford Fiesta WRC                                                                 | D                                                                               | 3                                                                               | Elfyn Evans                                                                     | Daniel Barritt                                                                  | 1-13                                                                            |
| Hyundai Motorsport                                                              | Hyundai                                                                         | Hyundai i20 Coupé WRC                                                           | M                                                                               | 4                                                                               | Hayden Paddon                                                                   | John Kennard                                                                    | 1-5                                                                             |
| Hyundai Motorsport                                                              | Hyundai                                                                         | Hyundai i20 Coupé WRC                                                           | M                                                                               | 4                                                                               | Hayden Paddon                                                                   | Sebastian Marshall                                                              | 6-10, 12-13                                                                     |
| Hyundai Motorsport                                                              | Hyundai                                                                         | Hyundai i20 Coupé WRC                                                           | M                                                                               | 4                                                                               | Andreas Mikkelsen                                                               | Anders Jæger                                                                    | 11                                                                              |
| Hyundai Motorsport                                                              | Hyundai                                                                         | Hyundai i20 Coupé WRC                                                           | M                                                                               | 5                                                                               | Thierry Neuville                                                                | Nicolas Gilsoul                                                                 | 1-13                                                                            |
| Hyundai Motorsport                                                              | Hyundai                                                                         | Hyundai i20 Coupé WRC                                                           | M                                                                               | 6                                                                               | Daniel Sordo                                                                    | Marc Martí                                                                      | 1-11                                                                            |
| Hyundai Motorsport                                                              | Hyundai                                                                         | Hyundai i20 Coupé WRC                                                           | M                                                                               | 6                                                                               | Andreas Mikkelsen                                                               | Anders Jæger                                                                    | 12-13                                                                           |
| Citroën Total Abu Dhabi WRT                                                     | Citroën                                                                         | Citroën C3 WRC                                                                  | M                                                                               | 7                                                                               | Kris Meeke                                                                      | Paul Nagle                                                                      | 1-7, 9-11                                                                       |
| Citroën Total Abu Dhabi WRT                                                     | Citroën                                                                         | Citroën C3 WRC                                                                  | M                                                                               | 7                                                                               | Andreas Mikkelsen                                                               | Anders Jæger                                                                    | 8                                                                               |
| Citroën Total Abu Dhabi WRT                                                     | Citroën                                                                         | Citroën C3 WRC                                                                  | M                                                                               | 7                                                                               | Khalid Al-Qassimi                                                               | Chris Patterson                                                                 | 12                                                                              |
| Citroën Total Abu Dhabi WRT                                                     | Citroën                                                                         | Citroën C3 WRC                                                                  | M                                                                               | 7                                                                               | Stéphane Lefebvre                                                               | Gabin Moreau                                                                    | 13                                                                              |
| Citroën Total Abu Dhabi WRT                                                     | Citroën                                                                         | Citroën C3 WRC                                                                  | M                                                                               | 8                                                                               | Stéphane Lefebvre                                                               | Gabin Moreau                                                                    | 1, 3, 11                                                                        |
| Citroën Total Abu Dhabi WRT                                                     | Citroën                                                                         | Citroën C3 WRC                                                                  | M                                                                               | 8                                                                               | Craig Breen                                                                     | Scott Martin                                                                    | 2, 4-8, 10, 12-13                                                               |
| Citroën Total Abu Dhabi WRT                                                     | Citroën                                                                         | Citroën C3 WRC                                                                  | M                                                                               | 8                                                                               | Khalid Al-Qassimi                                                               | Chris Patterson                                                                 | 9                                                                               |
| Citroën Total Abu Dhabi WRT                                                     | Citroën                                                                         | Citroën C3 WRC                                                                  | M                                                                               | 9                                                                               | Stéphane Lefebvre                                                               | Gabin Moreau                                                                    | 4, 6, 8                                                                         |
| Citroën Total Abu Dhabi WRT                                                     | Citroën                                                                         | Citroën C3 WRC                                                                  | M                                                                               | 9                                                                               | Andreas Mikkelsen                                                               | Anders Jæger                                                                    | 7, 10                                                                           |
| Citroën Total Abu Dhabi WRT                                                     | Citroën                                                                         | Citroën C3 WRC                                                                  | M                                                                               | 9                                                                               | Craig Breen                                                                     | Scott Martin                                                                    | 9                                                                               |
| Citroën Total Abu Dhabi WRT                                                     | Citroën                                                                         | Citroën C3 WRC                                                                  | M                                                                               | 9                                                                               | Khalid Al-Qassimi                                                               | Chris Patterson                                                                 | 11                                                                              |
| Citroën Total Abu Dhabi WRT                                                     | Citroën                                                                         | Citroën C3 WRC                                                                  | M                                                                               | 9                                                                               | Kris Meeke                                                                      | Paul Nagle                                                                      | 12-13                                                                           |
| Toyota Gazoo Racing WRC                                                         | Toyota                                                                          | Toyota Yaris WRC                                                                | M                                                                               | 10                                                                              | Jari-Matti Latvala                                                              | Miikka Anttila                                                                  | 1-13                                                                            |
| Toyota Gazoo Racing WRC                                                         | Toyota                                                                          | Toyota Yaris WRC                                                                | M                                                                               | 11                                                                              | Juho Hänninen                                                                   | Kaj Lindström                                                                   | 1-12                                                                            |
| Toyota Gazoo Racing WRC                                                         | Toyota                                                                          | Toyota Yaris WRC                                                                | M                                                                               | 11                                                                              | Esapekka Lappi                                                                  | Janne Ferm                                                                      | 13                                                                              |
| Toyota Gazoo Racing WRC                                                         | Toyota                                                                          | Toyota Yaris WRC                                                                | M                                                                               | 12                                                                              | Esapekka Lappi                                                                  | Janne Ferm                                                                      | 6-12                                                                            |

| World Rally Car inschrijvingen die niet in aanmerking komen voor constructeur punten | World Rally Car inschrijvingen die niet in aanmerking komen voor constructeur punten | World Rally Car inschrijvingen die niet in aanmerking komen voor constructeur punten | World Rally Car inschrijvingen die niet in aanmerking komen voor constructeur punten | World Rally Car inschrijvingen die niet in aanmerking komen voor constructeur punten | World Rally Car inschrijvingen die niet in aanmerking komen voor constructeur punten | World Rally Car inschrijvingen die niet in aanmerking komen voor constructeur punten | World Rally Car inschrijvingen die niet in aanmerking komen voor constructeur punten |
| Inschrijving                                                                         | Auto                                                                                 | Band                                                                                 | #                                                                                    | Rijder                                                                               | Navigator                                                                            | Rondes                                                                               |                                                                                      |
| ------------------------------------------------------------------------------------ | ------------------------------------------------------------------------------------ | ------------------------------------------------------------------------------------ | ------------------------------------------------------------------------------------ | ------------------------------------------------------------------------------------ | ------------------------------------------------------------------------------------ | ------------------------------------------------------------------------------------ | ------------------------------------------------------------------------------------ |
| Eurolamp World Rally Team                                                            | Mini John Cooper Works WRC                                                           | M                                                                                    | 12                                                                                   | Valeriy Gorban                                                                       | Sergei Larens                                                                        | 3                                                                                    |                                                                                      |
| Eurolamp World Rally Team                                                            | Mini John Cooper Works WRC                                                           | M                                                                                    | 15                                                                                   | Valeriy Gorban                                                                       | Sergei Larens                                                                        | 5                                                                                    |                                                                                      |
| Eurolamp World Rally Team                                                            | Mini John Cooper Works WRC                                                           | M                                                                                    | 16                                                                                   | Valeriy Gorban                                                                       | Sergei Larens                                                                        | 2                                                                                    |                                                                                      |
| Eurolamp World Rally Team                                                            | Mini John Cooper Works WRC                                                           | M                                                                                    | 20                                                                                   | Valeriy Gorban                                                                       | Sergei Larens                                                                        | 11                                                                                   |                                                                                      |
| Eurolamp World Rally Team                                                            | Mini John Cooper Works WRC                                                           | M                                                                                    | 21                                                                                   | Valeriy Gorban                                                                       | Sergei Larens                                                                        | 8-9                                                                                  |                                                                                      |
| Eurolamp World Rally Team                                                            | Mini John Cooper Works WRC                                                           | M                                                                                    | 22                                                                                   | Valeriy Gorban                                                                       | Sergei Larens                                                                        | 6                                                                                    |                                                                                      |
| Citroën Total Abu Dhabi WRT                                                          | Citroën DS3 WRC                                                                      | M                                                                                    | 14                                                                                   | Craig Breen                                                                          | Scott Martin                                                                         | 1                                                                                    |                                                                                      |
| Citroën Total Abu Dhabi WRT                                                          | Citroën DS3 WRC                                                                      | M                                                                                    | 15                                                                                   | Stéphane Lefebvre                                                                    | Gabin Moreau                                                                         | 2                                                                                    |                                                                                      |
| Citroën Total Abu Dhabi WRT                                                          | Citroën C3 WRC                                                                       | M                                                                                    | 15                                                                                   | Khalid Al-Qassimi                                                                    | Chris Patterson                                                                      | 6                                                                                    |                                                                                      |
| M-Sport World Rally Team 1                                                           | Ford Fiesta WRC                                                                      | M                                                                                    | 14                                                                                   | Mads Østberg                                                                         | Ola Fløene                                                                           | 2, 4 2-5, 7-8                                                                        |                                                                                      |
| M-Sport World Rally Team 1                                                           | Ford Fiesta WRC                                                                      | M                                                                                    | 14                                                                                   | Mads Østberg                                                                         | Torstein Eriksen                                                                     | 9, 11                                                                                |                                                                                      |
| M-Sport World Rally Team 1                                                           | Ford Fiesta WRC                                                                      | M                                                                                    | 14                                                                                   | Mads Østberg                                                                         | Emil Axelsson                                                                        | 12                                                                                   |                                                                                      |
| M-Sport World Rally Team 1                                                           | Ford Fiesta WRC                                                                      | D                                                                                    | 14                                                                                   | Mads Østberg                                                                         | Ola Fløene                                                                           | 6                                                                                    |                                                                                      |
| M-Sport World Rally Team 1                                                           | Ford Fiesta WRC                                                                      | M                                                                                    | 14                                                                                   | Armin Kremer                                                                         | Pirmin Winklhofer                                                                    | 10                                                                                   |                                                                                      |
| M-Sport World Rally Team 1                                                           | Ford Fiesta WRC                                                                      | M                                                                                    | 15                                                                                   | Teemu Suninen                                                                        | Mikko Markkula                                                                       | 8-9                                                                                  |                                                                                      |
| M-Sport World Rally Team 1                                                           | Ford Fiesta WRC                                                                      | M                                                                                    | 37                                                                                   | Lorenzo Bertelli                                                                     | Simone Scattolin                                                                     | 3, 5                                                                                 |                                                                                      |
| J-Motorsport                                                                         | Citroën DS3 WRC                                                                      | M                                                                                    | 15                                                                                   | Jourdan Serderidis                                                                   | Frédéric Miclotte                                                                    | 12                                                                                   |                                                                                      |
| J-Motorsport                                                                         | Citroën DS3 WRC                                                                      | M                                                                                    | 20                                                                                   | Jourdan Serderidis                                                                   | Frédéric Miclotte                                                                    | 1                                                                                    |                                                                                      |
| J-Motorsport                                                                         | Citroën DS3 WRC                                                                      | M                                                                                    | 21                                                                                   | Jourdan Serderidis                                                                   | Frédéric Miclotte                                                                    | 13                                                                                   |                                                                                      |
| J-Motorsport                                                                         | Citroën DS3 WRC                                                                      | M                                                                                    | 22                                                                                   | Jourdan Serderidis                                                                   | Lara Vanneste                                                                        | 8                                                                                    |                                                                                      |
| J-Motorsport                                                                         | Citroën DS3 WRC                                                                      | M                                                                                    | 22                                                                                   | Jourdan Serderidis                                                                   | Frédéric Miclotte                                                                    | 11                                                                                   |                                                                                      |
| J-Motorsport                                                                         | Citroën DS3 WRC                                                                      | M                                                                                    | 23                                                                                   | Jourdan Serderidis                                                                   | Frédéric Miclotte                                                                    | 10                                                                                   |                                                                                      |
| Hyundai Motorsport                                                                   | Hyundai i20 Coupé WRC                                                                | M                                                                                    | 16                                                                                   | Daniel Sordo                                                                         | Marc Martí                                                                           | 12                                                                                   |                                                                                      |
| Yazeed Al-Rajhi                                                                      | Ford Fiesta RS WRC                                                                   | M                                                                                    | 17                                                                                   | Yazeed Al-Rajhi                                                                      | Michael Orr                                                                          | 12                                                                                   |                                                                                      |
| Yazeed Al-Rajhi                                                                      | Ford Fiesta RS WRC                                                                   | M                                                                                    | 20                                                                                   | Yazeed Al-Rajhi                                                                      | Michael Orr                                                                          | 7                                                                                    |                                                                                      |
| OneBet Jipocar WRT                                                                   | Ford Fiesta RS WRC                                                                   | D                                                                                    | 21                                                                                   | Martin Prokop                                                                        | Jan Tománek                                                                          | 6-7                                                                                  |                                                                                      |
| Jean-Michel Raoux                                                                    | Citroën DS3 WRC                                                                      | D                                                                                    | 21                                                                                   | Jean-Michel Raoux                                                                    | Laurent Magat                                                                        | 11                                                                                   |                                                                                      |
| Jean-Michel Raoux                                                                    | Citroën DS3 WRC                                                                      | D                                                                                    | 22                                                                                   | Jean-Michel Raoux                                                                    | Laurent Magat                                                                        | 7                                                                                    |                                                                                      |
| Jean-Michel Raoux                                                                    | Citroën DS3 WRC                                                                      | D                                                                                    | 22                                                                                   | Jean-Michel Raoux                                                                    | Isabelle Galmiche                                                                    | 10                                                                                   |                                                                                      |
| Jean-Michel Raoux                                                                    | Citroën DS3 WRC                                                                      | D                                                                                    | 23                                                                                   | Jean-Michel Raoux                                                                    | Thomas Escartefigue                                                                  | 6                                                                                    |                                                                                      |
| Jean-Michel Raoux                                                                    | Citroën DS3 WRC                                                                      | D                                                                                    | 23                                                                                   | Jean-Michel Raoux                                                                    | Laurent Magat                                                                        | 8                                                                                    |                                                                                      |
| Fuckmatie WRT                                                                        | Ford Fiesta RS WRC                                                                   | M                                                                                    | 37                                                                                   | Lorenzo Bertelli                                                                     | Simone Scattolin                                                                     | 2                                                                                    |                                                                                      |
| Armando Pereira                                                                      | Ford Fiesta RS WRC                                                                   | M                                                                                    | 81                                                                                   | Armando Pereira                                                                      | Rémi Tutélaire                                                                       | 4                                                                                    |                                                                                      |
| Alain Vauthier                                                                       | Ford Fiesta RS WRC                                                                   | M                                                                                    | 82                                                                                   | Alain Vauthier                                                                       | Stevie Nollet                                                                        | 4                                                                                    |                                                                                      |
| Paolo Liceri                                                                         | Ford Fiesta RS WRC                                                                   | M                                                                                    | 82                                                                                   | Paolo Liceri                                                                         | Salvatore Mendola                                                                    | 7                                                                                    |                                                                                      |
| Charles Payne                                                                        | Ford Fiesta RS WRC                                                                   | P                                                                                    | 86                                                                                   | Charles Payne                                                                        | Carl Williamson                                                                      | 12                                                                                   |                                                                                      |
| Simone Romagna                                                                       | Ford Fiesta RS WRC                                                                   | M                                                                                    | 99                                                                                   | Simone Romagna                                                                       | Massimiliano Bosi                                                                    | 7                                                                                    |                                                                                      |

Noot:

1 Beide teams/rijders worden ingeschreven via M-Sport, dat voor de auto's zorgt. Dit is conform de nieuwe regelgeving van FIA voor 2017 en de nieuwe auto's. Deze stelt dat er enkel punten gescoord kunnen worden voor het WK onder rijders als hun wagen afkomstig is van de fabrieksteams. Dit zijn dus Citroën Total Abu Dhabi WRT, Hyundai Motorsport, M-Sport World Rally Team en Toyota Gazoo Racing WRC.

2 Østberg kwam niet aan de start in Frankrijk omdat zijn wagen niet tijdig in orde was.

## Resultaten en kampioenschap standen

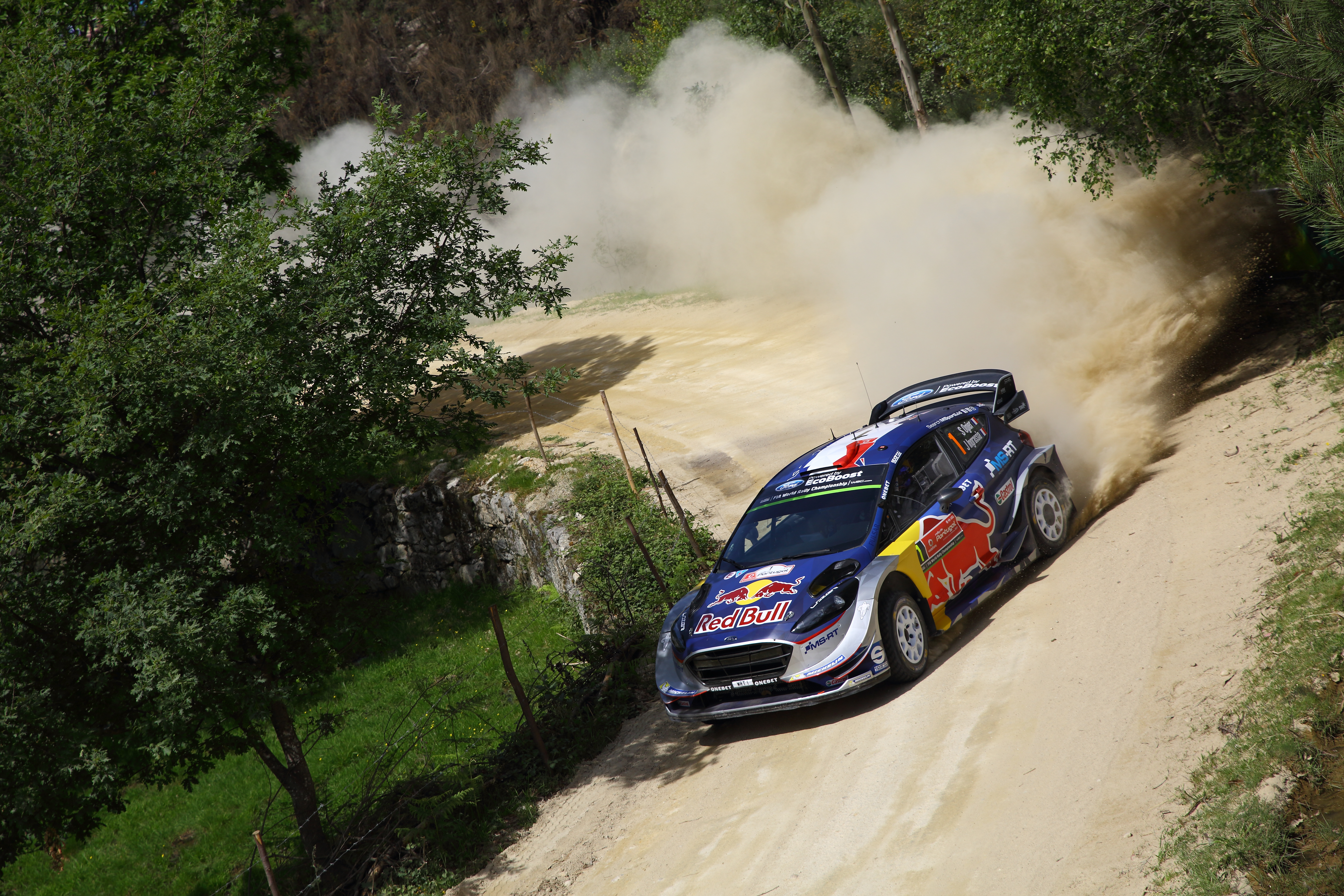
Sébastien Ogier greep naar zijn vijfde wereldtitel bij de rijders en M-Sport naar hun eerste bij de constructeurs

### Seizoensverloop
| Ronde | Evenement                                | Winnende rijder    | Winnende navigator | Winnende constructeur       | Winnende tijd | WRC-leider na rally              | Verslag |
| ----- | ---------------------------------------- | ------------------ | ------------------ | --------------------------- | ------------- | -------------------------------- | ------- |
| 1     | 85ème Rallye Automobile de Monte-Carlo   | Sébastien Ogier    | Julien Ingrassia   | M-Sport World Rally Team    | 4:00.03,6     | Sébastien Ogier                  | Verslag |
| 2     | 65th Rally Sweden                        | Jari-Matti Latvala | Miikka Anttila     | Toyota Gazoo Racing WRC     | 2:36.03,6     | Jari-Matti Latvala               | Verslag |
| 3     | 31º Rally Guanajuato México              | Kris Meeke         | Paul Nagle         | Citroën Total Abu Dhabi WRT | 3:22.04,6     | Sébastien Ogier                  | Verslag |
| 4     | 60ème Tour de Corse – Rallye de France   | Thierry Neuville   | Nicolas Gilsoul    | Hyundai Motorsport          | 3:22.53,4     | Sébastien Ogier                  | Verslag |
| 5     | 37º Rally Argentina                      | Thierry Neuville   | Nicolas Gilsoul    | Hyundai Motorsport          | 3:38.10,6     | Sébastien Ogier                  | Verslag |
| 6     | 51º Rally de Portugal                    | Sébastien Ogier    | Julien Ingrassia   | M-Sport World Rally Team    | 3:42:55,7     | Sébastien Ogier                  | Verslag |
| 7     | 14º Rally d'Italia Sardegna              | Ott Tänak          | Martin Järveoja    | M-Sport World Rally Team    | 3:25:15,1     | Sébastien Ogier                  | Verslag |
| 8     | 74th Rally Poland                        | Thierry Neuville   | Nicolas Gilsoul    | Hyundai Motorsport          | 2:40:46,1     | Sébastien Ogier                  | Verslag |
| 9     | 67th Neste Rally Finland                 | Esapekka Lappi     | Janne Ferm         | Toyota Gazoo Racing WRC     | 2:29:26,9     | Sébastien Ogier Thierry Neuville | Verslag |
| 10    | 35. ADAC Rallye Deutschland              | Ott Tänak          | Martin Järveoja    | M-Sport World Rally Team    | 2:57:31,7     | Sébastien Ogier                  | Verslag |
| 11    | 53º Rally RACC Catalunya – Costa Daurada | Kris Meeke         | Paul Nagle         | Citroën Total Abu Dhabi WRT | 3:01:21,1     | Sébastien Ogier                  | Verslag |
| 12    | 73rd Wales Rally Great Britain           | Elfyn Evans        | Daniel Barritt     | M-Sport World Rally Team    | 2:57:00,6     | Sébastien Ogier                  | Verslag |
| 13    | 26th Rally Australia                     | Thierry Neuville   | Nicolas Gilsoul    | Hyundai Motorsport          | 2:35:44,8     | Sébastien Ogier                  | Verslag |

### Puntensysteem
- Punten worden uitgereikt aan de top tien geklasseerden. In het kampioenschap voor constructeurs, worden punten alleen uitgereikt aan de twee best geplaatste rijders in het klassement per constructeur en actief in een 2017-specificatie World Rally Car. Er worden ook extra punten vergeven aan de winnaars van de Power Stage, vijf voor de eerste plaats, vier voor de tweede, drie voor derde, twee voor de vierde en een voor de vijfde. Power Stage punten tellen alleen mee in het kampioenschap voor rijders.

| Positie | 1. | 2. | 3. | 4. | 5. | 6. | 7. | 8. | 9. | 10. |
| Punten  | 25 | 18 | 15 | 12 | 10 | 8  | 6  | 4  | 2  | 1   |

### Rijders
| Pos. | Rijder              | MON | ZWE | MEX | FRA | ARG | POR | ITA | POL | FIN | DUI | SPA | GBR | AUS | Pnt. |
| ---- | ------------------- | --- | --- | --- | --- | --- | --- | --- | --- | --- | --- | --- | --- | --- | ---- |
| 1    | Sébastien Ogier     | 1   | 32  | 2   | 2   | 4   | 15  | 53  | 32  | DNF | 34  | 23  | 34  | 41  | 232  |
| 2    | Thierry Neuville    | 151 | 133 | 31  | 15  | 1   | 2   | 34  | 15  | 63  | 44  | DNF | 21  | 1   | 208  |
| 3    | Ott Tänak           | 3   | 2   | 43  | 11  | 3   | 41  | 1   | DNF | 71  | 1   | 34  | 6   | 2   | 191  |
| 4    | Jari-Matti Latvala  | 2   | 1   | 64  | 41  | 5   | 9   | 25  | 201 | 214 | 73  | DNF | 53  | DNF | 136  |
| 5    | Elfyn Evans         | 64  | 6   | 9   | 21  | 2   | 63  | DNF | 8   | 2   | 6   | 7   | 1   | 5   | 128  |
| 6    | Daniel Sordo        | 45  | 4   | 85  | 34  | 8   | 3   | 122 | 4   | 9   | 341 | 151 | 10  |     | 95   |
| 7    | Kris Meeke          | DNF | 124 | 1   | DNF | DNF | 18  | DNF |     | 8   | DNF | 12  | 72  | 75  | 77   |
| 8    | Hayden Paddon       | WD  | 75  | 5   | 6   | 6   | DNF | DNF | 2   | DNF | 8   |     | 8   | 3   | 74   |
| 9    | Juho Hänninen       | 163 | 23  | 7   | DNF | 7   | 7   | 6   | 10  | 35  | 4   | 45  | DNF |     | 71   |
| 10   | Craig Breen         | 5   | 5   |     | 53  | DNF | 5   | 25  | 11  | 5   | 5   |     | 15  | DNF | 64   |
| 11   | Esapekka Lappi      |     |     |     |     |     | 104 | 41  | DNF | 1   | 212 | DNF | 9   | 63  | 62   |
| 12   | Andreas Mikkelsen   | 7   |     |     | 7   |     | DNF | 8   | 93  |     | 2   | 18  | 45  | 134 | 54   |
| 13   | Stéphane Lefebvre   | 92  | 8   | 15  | 50  |     | 13  |     | 54  |     |     | 6   |     | DNF | 30   |
| 14   | Teemu Suninen       |     | 10  |     | 8   |     | 12  |     | 6   | 4   | 16  | 8   | 31  |     | 29   |
| 15   | Mads Østberg        |     | 15  |     | DNS | 9   | 8   | 7   | 7   | 10  | DNS | 5   | 38  |     | 29   |
| 16   | Jan Kopecký         | 8   |     |     | 16  |     |     | 10  |     |     | 11  | 9   |     |     | 7    |
| 17   | Richie Dalton       |     |     |     |     |     |     |     |     |     |     |     |     | 8   | 4    |
| 18   | Pontus Tidemand     | 11  | 9   | 10  |     | 10  | 11  |     | 13  |     | 12  |     | 11  |     | 4    |
| 19   | Eric Camilli        | 12  | 14  | 11  | 28  |     | 21  | 9   | 14  | 12  | 10  | 16  | 12  |     | 3    |
| 20   | Jourdan Serderidis  | 29  |     |     |     |     |     |     | 30  |     | 25  | 33  | 42  | 11* | 2    |
| 21   | Stéphane Sarrazin   |     |     |     | 9   |     |     |     |     |     |     |     |     |     | 2    |
| 21   | Armin Kremer        | DNF |     |     |     |     |     |     |     |     | 9   |     |     |     | 2    |
| 23   | Ole Christian Veiby |     | 11  |     | 14  |     |     | 11  | 12  | DNF |     | 10  | 37  |     | 1    |
| 24   | Yohan Rossel        |     |     |     | 10  |     | 38  | 15  |     |     | 41  |     |     |     | 1    |
| 25   | Bryan Bouffier      | 10  |     |     | DNF |     |     |     |     |     |     |     |     |     | 1    |
| 26   | Kalle Rovanperä     |     |     |     |     |     |     |     |     |     |     |     | 35  | 12* | 1    |

| Kleur  | Resultaat                             |
| ------ | ------------------------------------- |
| Goud   | Winnaar                               |
| Zilver | 2e plaats                             |
| Brons  | 3e plaats                             |
| Groen  | Gefinisht, in punten                  |
| Blauw  | Gefinisht, geen punten                |
| Blauw  | Niet geklasseerd (NC: Not classified) |
| Paars  | Niet gefinisht (DNF: Did not finish)  |
| Zwart  | Gediskwalificeerd (DSQ: Disqualified) |
| Wit    | Uitgesloten (EX: Excluded)            |
| Wit    | Trok zich terug (WD: Withdrew)        |
| Wit    | Niet gestart (DNS: Did not start)     |
| Blank  | Geannuleerd (C: Cancelled)            |
| Blank  | Uitgesteld (PP: Postponed)            |

* Rijders kregen kampioenschapspunten toebedeeld ondanks het feit dat ze buiten de top tien finishten, aangezien de als negende en tiende geklasseerde niet in aanmerking kwam om punten te scoren.

### Constructeurs
| Pos. | Constructeur                | #  | MON | ZWE | MEX | FRA | ARG | POR | ITA | POL | FIN | DUI | SPA | GBR | AUS | Pnt. |
| ---- | --------------------------- | -- | --- | --- | --- | --- | --- | --- | --- | --- | --- | --- | --- | --- | --- | ---- |
| 1    | M-Sport World Rally Team    | 1  | 1   | 3   | 2   | 2   | NC  | 1   | 5   | 3   | DNF | 3   | 2   | 3   | 4   | 428  |
| 1    | M-Sport World Rally Team    | 2  | 3   | 2   | 4   | 6   | 3   | 4   | 1   | DNF | 6   | 1   | 3   | NC  | 2   | 428  |
| 1    | M-Sport World Rally Team    | 3  | NC  | NC  | NC  | NC  | 2   | NC  | DNF | 5   | 2   | NC  | NC  | 1   | NC  | 428  |
| 2    | Hyundai Motorsport          | 4  | WD  | 6   | 5   | NC  | 5   | DNF | DNF | 2   | DNF | 7   | 7   | NC  | 3   | 345  |
| 2    | Hyundai Motorsport          | 5  | 6   | NC  | 3   | 1   | 1   | 2   | 3   | 1   | 5   | NC  | DNF | 2   | 1   | 345  |
| 2    | Hyundai Motorsport          | 6  | 4   | 4   | NC  | 3   | NC  | 3   | 7   | NC  | 8   | 8   | 6   | 4   | NC  | 345  |
| 3    | Toyota Gazoo Racing WRC     | 10 | 2   | 1   | 6   | 4   | 4   | 7   | 2   | 8   | NC  | 6   | DNF | 5   | DNF | 251  |
| 3    | Toyota Gazoo Racing WRC     | 11 | 7   | 8   | 7   | DNF | 6   | 6   | NC  | 7   | 3   | 4   | 4   | DNF | 5   | 251  |
| 3    | Toyota Gazoo Racing WRC     | 12 |     |     |     |     |     | NC  | 4   | DNF | 1   | NC  | DNF | 7   |     | 251  |
| 4    | Citroën Total Abu Dhabi WRT | 7  | DNF | 7   | 1   | DNF | DNF | NC  | DNF | 6   | 7   | DNF | 1   | NC  | DNF | 204  |
| 4    | Citroën Total Abu Dhabi WRT | 8  | 5   | 5   | 8   | 5   | DNF | 5   | 8   | NC  | NC  | 5   | 5   | 8   | DNF | 204  |
| 4    | Citroën Total Abu Dhabi WRT | 9  |     |     |     | 7   |     | 8   | 6   | 4   | 4   | 2   | NC  | 6   | 6   | 204  |

| Kleur  | Resultaat                             |
| ------ | ------------------------------------- |
| Goud   | Winnaar                               |
| Zilver | 2e plaats                             |
| Brons  | 3e plaats                             |
| Groen  | Gefinisht, in punten                  |
| Blauw  | Gefinisht, geen punten                |
| Blauw  | Niet geklasseerd (NC: Not classified) |
| Paars  | Niet gefinisht (DNF: Did not finish)  |
| Zwart  | Gediskwalificeerd (DSQ: Disqualified) |
| Wit    | Uitgesloten (EX: Excluded)            |
| Wit    | Trok zich terug (WD: Withdrew)        |
| Wit    | Niet gestart (DNS: Did not start)     |
| Blank  | Geannuleerd (C: Cancelled)            |
| Blank  | Uitgesteld (PP: Postponed)            |

Noot:  Enkel de twee best geklasseerde rijders van een team scoren punten voor de constructeur.

### WRC-2
| Pos. | Rijder                   | MON | ZWE | MEX | FRA | ARG | POR | ITA | POL | FIN | DUI | SPA | GBR | AUS | Aft. | Pnt. |
| ---- | ------------------------ | --- | --- | --- | --- | --- | --- | --- | --- | --- | --- | --- | --- | --- | ---- | ---- |
| 1    | Pontus Tidemand          |     | 1   | 1   |     | 1   | 1   |     | 2   |     | 3   |     | 1   |     | 15   | 143  |
| 2    | Eric Camilli             | 4   | 4   | 2   | 8   |     | 7   |     |     |     | 1   |     | 2   |     | 4    | 91   |
| 3    | Teemu Suninen            |     | 2   |     | 2   |     | 2   |     |     |     | 7   | 1   | 13  |     | 0    | 85   |
| 4    | Jan Kopecký              | 2   |     |     | 7   |     |     | 1   |     |     | 2   | 2   |     |     | 0    | 85   |
| 5    | Ole Christian Veiby      |     | 3   |     | 5   |     |     | 2   | 1   |     |     |     | 16  |     | 0    | 68   |
| 6    | Benito Guerra jr.        |     |     | 3   |     | 3   | 11  |     | 4   |     | 9   | 3   | DNS |     | 0    | 59   |
| 7    | Simone Tempestini        | DNF | DNF |     | 4   |     | 3   |     | 10  | 5   | 6   | 5   | 20  |     | 0    | 56   |
| 8    | Quentin Gilbert          | 5   |     |     |     |     | DNF |     | 3   | 2   | 4   |     |     |     | 0    | 55   |
| 9    | Andreas Mikkelsen        | 1   |     |     | 1   |     | DNF |     |     |     |     |     |     |     | 0    | 50   |
| 10   | Pierre-Louis Loubet      |     | DNF |     | 6   |     | 10  | 5   |     | 7   | 5   |     | 8   |     | 0    | 39   |
| 11   | Gus Greensmith           |     | 5   |     |     |     | 6   |     | 8   | 8   | DNF | 13  | 6   |     | 0    | 34   |
| 12   | Tom Cave                 |     |     |     |     |     |     |     |     | 3   |     |     | 3   |     | 0    | 30   |
| 13   | Łukasz Pieniążek         |     |     |     | 10  |     | 5   | 6   | 11  |     | 12  | 6   | 9   |     | 0    | 29   |
| 14   | Yohan Rossel             |     |     |     | 3   |     | 16  | 4   |     |     | 15  |     |     |     | 0    | 27   |
| 15   | Kalle Rovanperä          |     |     |     |     |     |     |     |     |     |     |     | 15  | 1   | 0    | 25   |
| 16   | Jari Huttunen            |     |     |     |     |     |     |     |     | 1   |     |     |     |     | 0    | 25   |
| 17   | Juuso Nordgren           |     |     |     |     |     |     |     |     | 9   |     | 4   | 5   |     | 0    | 24   |
| 18   | Emil Bergkvist           | 6   | 6   |     | 9   |     | DNF |     |     |     | 10  | DNS | DNF |     | 0    | 19   |
| 19   | Juan Carlos Alonso       |     |     |     |     | 2   |     |     |     |     |     |     |     |     | 0    | 18   |
| 20   | Pedro Heller             |     |     | 4   |     | DNF | 8   |     | 9   |     |     |     | 18  |     | 0    | 18   |
| 21   | Takamoto Katsuta         |     | 9   |     |     |     | 14  | 3   |     | DNF |     | 14  |     |     | 0    | 17   |
| 22   | Bryan Bouffier           | 3   |     |     | DNF |     |     |     |     |     |     |     |     |     | 0    | 15   |
| 23   | Gustavo Saba             |     |     |     |     | 4   |     |     |     |     |     |     |     |     | 0    | 12   |
| 23   | Miguel Campos            |     |     |     |     |     | 4   |     |     |     |     |     |     |     | 0    | 12   |
| 23   | Osian Pryce              |     |     |     |     |     |     |     | DNF | 4   |     |     |     |     | 0    | 12   |
| 23   | David Bogie              |     |     |     |     |     |     |     |     |     |     |     | 4   |     | 0    | 12   |
| 27   | Hubert Ptaszek           |     |     | DNF |     | 5   | 9   |     | DNF |     |     |     |     |     | 0    | 12   |
| 28   | Yoann Bonato             | DNF |     |     | DNF |     | 15  |     | 5   |     | 13  | 10  | 11  |     | 0    | 11   |
| 29   | Raul Jeets               |     |     |     |     |     |     |     | DNF | 6   |     |     | 12  |     | 0    | 8    |
| 30   | Wojciech Chuchała        |     |     |     |     |     |     |     | 6   |     |     |     |     |     | 0    | 8    |
| 31   | Fabio Andolfi            |     |     |     |     |     | 13  | DNF | 7   | DNF | DNS | 12  | 10  |     | 0    | 7    |
| 32   | Andrea Crugnola          | 7   |     |     |     |     |     |     |     |     |     |     |     |     | 0    | 6    |
| 32   | Hiroki Arai              |     | 7   |     |     |     | DNF | DNF |     | DNF |     | DNF |     |     | 0    | 6    |
| 32   | Cristian Martínez García |     |     |     |     |     |     |     |     |     |     | 7   |     |     | 0    | 6    |
| 32   | Matt Edwards             |     |     |     |     |     |     |     |     |     |     |     | 7   |     | 0    | 6    |
| 36   | Eyvind Brynildsen        |     | 8   |     |     |     |     |     |     |     |     |     | DNF |     | 0    | 4    |
| 36   | Marijan Griebel          |     |     |     |     |     |     |     |     |     | 8   |     |     |     | 0    | 4    |
| 36   | Orhan Avcioglu           |     |     |     |     |     |     |     |     |     |     | 8   |     |     | 0    | 4    |
| 38   | Jon Armstrong            |     |     |     |     |     |     |     |     |     | 14  | 9   |     |     | 0    | 2    |
| 40   | Jaroslaw Koltun          |     | 10  |     |     |     |     |     | DNF |     |     |     |     |     | 0    | 1    |
| 40   | Umberto Scandola         |     |     |     |     |     |     |     |     | 10  |     |     |     |     | 0    | 1    |

| Kleur  | Resultaat                             |
| ------ | ------------------------------------- |
| Goud   | Winnaar                               |
| Zilver | 2e plaats                             |
| Brons  | 3e plaats                             |
| Groen  | Gefinisht, in punten                  |
| Blauw  | Gefinisht, geen punten                |
| Blauw  | Niet geklasseerd (NC: Not classified) |
| Paars  | Niet gefinisht (DNF: Did not finish)  |
| Zwart  | Gediskwalificeerd (DSQ: Disqualified) |
| Wit    | Uitgesloten (EX: Excluded)            |
| Wit    | Trok zich terug (WD: Withdrew)        |
| Wit    | Niet gestart (DNS: Did not start)     |
| Blank  | Geannuleerd (C: Cancelled)            |
| Blank  | Uitgesteld (PP: Postponed)            |

Noot:  De beste zes resultaten tellen mee voor het kampioenschap.

### WRC-3
| Pos. | Rijder             | MON | ZWE | MEX | FRA | ARG | POR | ITA | POL | FIN | DUI | SPA | GBR | AUS | Aft. | Pnt. |
| ---- | ------------------ | --- | --- | --- | --- | --- | --- | --- | --- | --- | --- | --- | --- | --- | ---- | ---- |
| 1    | Nil Solans         |     |     |     | 2   |     | 2   | 1   | 1   | 2   | 3   | 1   |     |     | 15   | 129  |
| 2    | Raphaël Astier     | 1   |     |     | 1   |     | DNF |     | 11  |     | 2   | 2   | 1   |     | 0    | 111  |
| 3    | Julius Tannert     |     |     |     | 5   |     |     | 3   | 6   | 4   | 1   | 4   |     |     | 0    | 82   |
| 4    | Nicolas Ciamin     |     |     |     | 3   |     | DNF | 2   | 4   | 1   |     | 6   |     |     | 0    | 78   |
| 5    | Denis Rådström     |     |     |     | 6   |     |     | 5   | 2   | 3   |     | 5   |     |     | 0    | 61   |
| 6    | Terry Folb         |     |     |     | 4   |     |     | 4   | 5   | DNF | 6   | 3   |     |     | 0    | 57   |
| 7    | Enrico Brazzoli    | DNF |     |     |     |     | 3   | 8   |     |     | 4   |     | 2   |     | 0    | 49   |
| 8    | Francisco Name jr. |     |     |     |     |     | 1   | DNS | 8   |     |     |     |     |     | 0    | 29   |
| 9    | Dillon Van Way     |     |     |     | 9   |     |     | 7   | 7   | 5   | DNS |     |     |     | 0    | 24   |
| 10   | Luca Panzani       | 2   |     |     |     |     |     |     |     |     |     |     |     |     | 0    | 18   |
| 11   | Jakub Breziński    |     |     |     | 10  |     | DNF | DNF | 3   | DNS |     |     |     |     | 0    | 16   |
| 12   | Charles Martin     | 3   |     |     |     |     |     |     |     |     |     |     |     |     | 0    | 15   |
| 13   | Robert Duggan      |     |     |     | 7   |     |     | 6   | DNS |     |     |     |     |     | 0    | 14   |
| 14   | Suhayen Pernía     | 4   |     |     |     |     |     |     |     |     |     |     |     |     | 0    | 12   |
| 15   | Sebastian Careaga  |     |     |     | 8   |     |     |     | 9   | DNS | DNS |     |     |     | 0    | 6    |
| 16   | Emil Lindholm      |     |     |     |     |     |     |     | 10  | DNF |     |     |     |     | 0    | 1    |

| Kleur  | Resultaat                             |
| ------ | ------------------------------------- |
| Goud   | Winnaar                               |
| Zilver | 2e plaats                             |
| Brons  | 3e plaats                             |
| Groen  | Gefinisht, in punten                  |
| Blauw  | Gefinisht, geen punten                |
| Blauw  | Niet geklasseerd (NC: Not classified) |
| Paars  | Niet gefinisht (DNF: Did not finish)  |
| Zwart  | Gediskwalificeerd (DSQ: Disqualified) |
| Wit    | Uitgesloten (EX: Excluded)            |
| Wit    | Trok zich terug (WD: Withdrew)        |
| Wit    | Niet gestart (DNS: Did not start)     |
| Blank  | Geannuleerd (C: Cancelled)            |
| Blank  | Uitgesteld (PP: Postponed)            |

Noot:  De beste zes resultaten tellen mee voor het kampioenschap.

### JWRC
| Pos. | Rijder            | FRA | ITA | POL | FIN | DUI | SPA | Pnt. |
| ---- | ----------------- | --- | --- | --- | --- | --- | --- | ---- |
| 1    | Nil Solans        | 1   | 1   | 1   | 2   | 2   | 1   | 143  |
| 2    | Nicolas Ciamin    | 2   | 2   | 3   | 1   | 3   | 5   | 101  |
| 3    | Julius Tannert    | 4   | 3   | 5   | 4   | 1   | 3   | 89   |
| 4    | Terry Folb        | 3   | 4   | 4   | DNF | 4   | 2   | 69   |
| 5    | Denis Rådström    | 5   | 5   | 2   | 3   |     | 4   | 65   |
| 6    | Dillon Van Way    | 8   | 7   | 6   | 5   |     |     | 28   |
| 7    | Robert Duggan     | 6   | 6   |     |     |     |     | 16   |
| 8    | Sebastian Careaga | 7   |     | 7   |     |     |     | 12   |
| 9    | Emil Lindholm     |     |     | 8   | DNF |     |     | 4    |
| 10   | Miko-Ove Niinemäe | 9   | DNF |     |     |     |     | 2    |

| Kleur  | Resultaat                             |
| ------ | ------------------------------------- |
| Goud   | Winnaar                               |
| Zilver | 2e plaats                             |
| Brons  | 3e plaats                             |
| Groen  | Gefinisht, in punten                  |
| Blauw  | Gefinisht, geen punten                |
| Blauw  | Niet geklasseerd (NC: Not classified) |
| Paars  | Niet gefinisht (DNF: Did not finish)  |
| Zwart  | Gediskwalificeerd (DSQ: Disqualified) |
| Wit    | Uitgesloten (EX: Excluded)            |
| Wit    | Trok zich terug (WD: Withdrew)        |
| Wit    | Niet gestart (DNS: Did not start)     |
| Blank  | Geannuleerd (C: Cancelled)            |
| Blank  | Uitgesteld (PP: Postponed)            |

### WRC Trophy
| Pos. | Rijder             | MON | ZWE | MEX | FRA | ARG | POR | ITA | POL | FIN | DUI | SPA | GBR | AUS | Pnt. |
| ---- | ------------------ | --- | --- | --- | --- | --- | --- | --- | --- | --- | --- | --- | --- | --- | ---- |
| 1    | Jourdan Serderidis | 1   |     |     |     |     |     |     | 2   |     | 2   | 3   | 1   | 1   | 126  |
| 2    | Valeriy Gorban     |     | 1   | 1   |     | DNF | DNF |     | 1   | DNF |     | 1   |     |     | 100  |
| 3    | Jean-Michel Raoux  |     |     |     |     |     | 2   | 2   | DNF |     | 1   | 2   |     |     | 79   |
| 4    | Martin Prokop      |     |     |     |     |     | 1   | 3   |     |     |     |     |     |     | 40   |
| 5    | Yazeed Al-Rajhi    |     |     |     |     |     |     | 1   |     |     |     |     | DNF |     | 25   |

| Kleur  | Resultaat                             |
| ------ | ------------------------------------- |
| Goud   | Winnaar                               |
| Zilver | 2e plaats                             |
| Brons  | 3e plaats                             |
| Groen  | Gefinisht, in punten                  |
| Blauw  | Gefinisht, geen punten                |
| Blauw  | Niet geklasseerd (NC: Not classified) |
| Paars  | Niet gefinisht (DNF: Did not finish)  |
| Zwart  | Gediskwalificeerd (DSQ: Disqualified) |
| Wit    | Uitgesloten (EX: Excluded)            |
| Wit    | Trok zich terug (WD: Withdrew)        |
| Wit    | Niet gestart (DNS: Did not start)     |
| Blank  | Geannuleerd (C: Cancelled)            |
| Blank  | Uitgesteld (PP: Postponed)            |